# 普列斯拉夫
46°41′10″N 36°12′58″E / 46.68611°N 36.21611°E
普雷斯拉夫（烏克蘭語：Преслав）是位於烏克蘭東南部的村莊，由扎波羅熱州別爾江斯克區的普里莫爾斯克市鎮負責管轄。該村始建於1860年，面積2.86平方公里，海拔高度3米，2001年人口2,109，人口密度每平方公里737.41人。现被俄罗斯占领。